# Zielone Górki
Zielone Górki – część wsi Rudnik Mały, w Polsce, w województwie śląskim, w powiecie częstochowskim, w gminie Starcza.
W latach 1975–1998 miejscowość położona była w województwie częstochowskim.